# Una zebra a pois/Mi vuoi lasciar
Una zebra a pois/Mi vuoi lasciar è il 26º singolo discografico di Mina, pubblicato su vinile a 45 giri il 14 giugno 1960 dall'etichetta discografica Italdisc.

## Storia
Ha due copertine diverse: ufficiale e sovrastampata.
Tony De Vita, che cura gli arrangiamenti, e la sua orchestra accompagnano Mina nelle due canzoni, entrambe inserite nell'antologia su CD Ritratto: I singoli Vol. 1 del 2010.
Giunge fino al 18º posto nella classifica settimanale del 1960, stesso piazzamento di Briciole di baci/No non ha fine. Nel riepilogo annuale di quell'anno è il 74º singolo per vendite. Il brano Una zebra a pois fa parte dell'EP Una zebra a pois/Tutto/Sentimentale/Coriandoli e dell'album ufficiale Il cielo in una stanza, pubblicati lo stesso anno. Il brano Mi vuoi lasciar si trova anche nella raccolta Mina ...Di baci del 1983.
Canzone incisa da Mina anche in:
- spagnolo intitolata Me abandonas, presente sull'EP per il mercato latino Mina canta en Español del 1961[6] e nella raccolta Mina canta in spagnolo (1995).[3]
- inglese col titolo You're Tired of Me e testo di Don Raye, sul singolo del 1960 per il mercato US come lato B di This World We Love In (Il cielo in una stanza)[7] e nella raccolta Mina canta in inglese (1995).[3]

## Tracce
Lato A
1. Una zebra a pois – 3:25 (testo: Lelio Luttazzi, Dino Verde, Marcello Ciorciolini – musica: Lelio Luttazzi; edizioni musicali Suvini-Zerboni)

Lato B
1. Mi vuoi lasciar – 2:59 (testo: Nicola Salerno – musica: Mansueto De Ponti; edizioni musicali S. Cecilia)